# Heinrich Graf von Lehndorff-Steinort
Heinrich Manfred Ahasverus Adolf Georg Graf von Lehndorff-Steinort (* 22. Juni 1909 in Hannover; † 4. September 1944 in Berlin-Plötzensee) war ein deutscher Großgrundbesitzer, Offizier in der Wehrmacht und gehörte zum militärischen Widerstand gegen den Nationalsozialismus. Er war einer der Beteiligten an dem gescheiterten Attentat vom 20. Juli 1944 auf Adolf Hitler.

## Leben

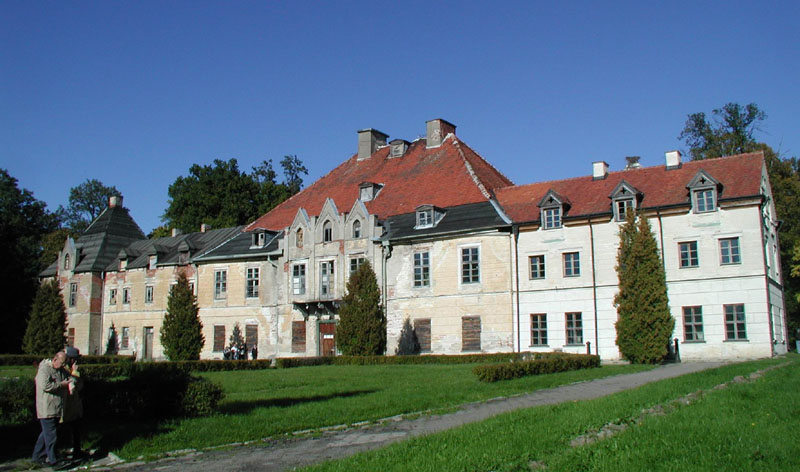
Das ehemals Lehndorffsche Schloss Steinort im September 2000

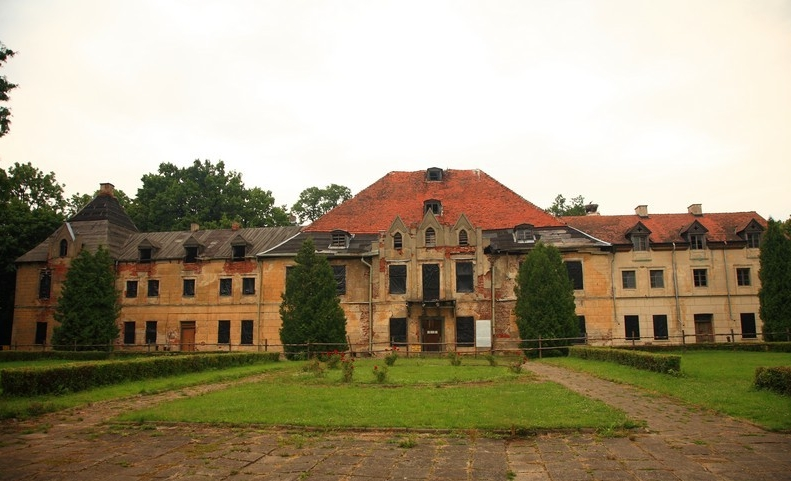
Das verfallene Lehndorffsche Schloss im Jahr 2008

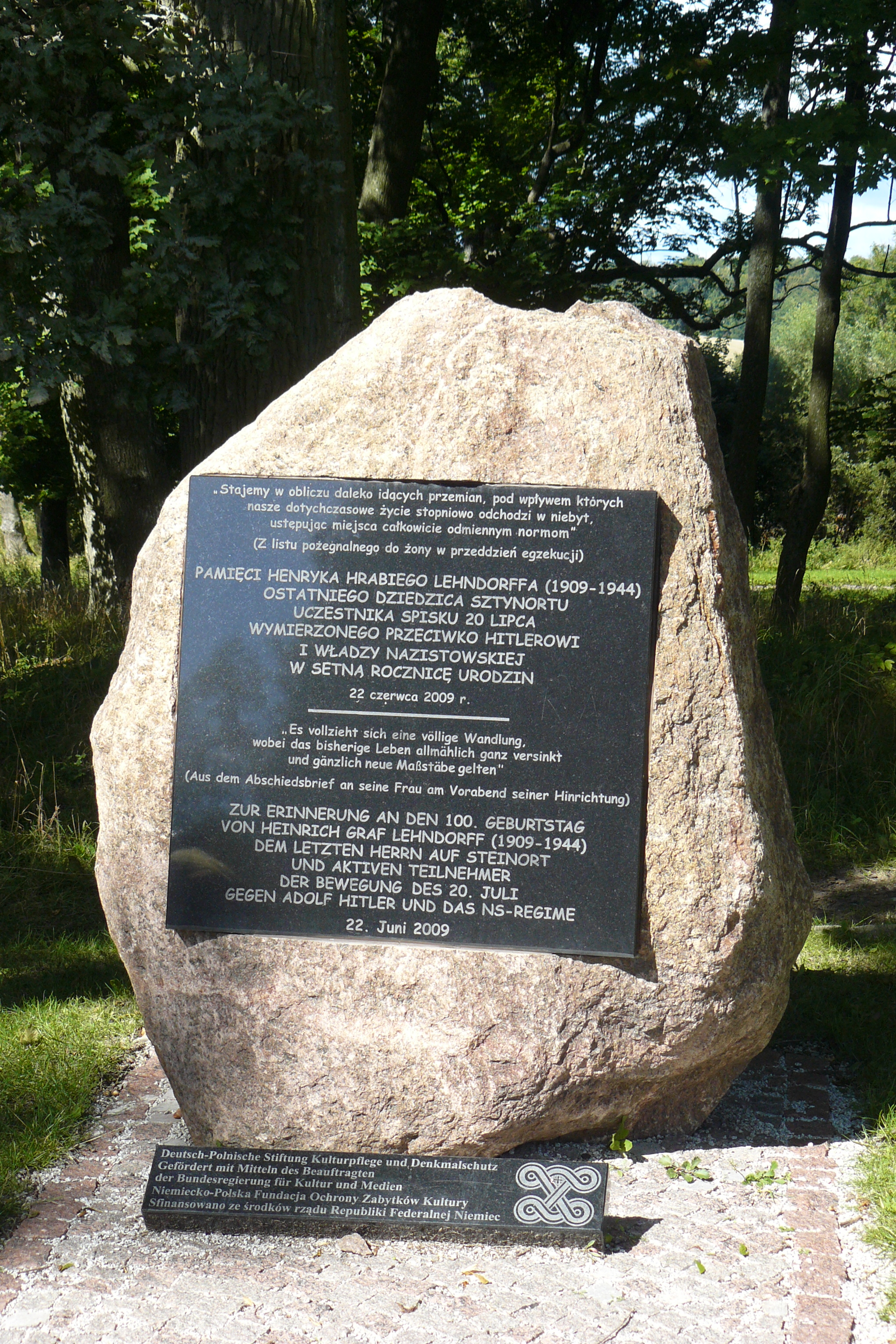
Gedenkstein im Park von Schloss Steinort zum 100. Geburtstag von Lehndorff

Lehndorff entstammte dem ostpreußischen Grafengeschlecht derer von Lehndorff, die bereits einige bekannte Offiziere hervorgebracht hatten; sein Großvater war Heinrich von Lehndorff. Er wuchs in Steinort auf, dem Gut, das seit 1420 Familienbesitz war, besuchte die Klosterschule Roßleben und studierte in Frankfurt am Main Volks- und Betriebswirtschaft.
Im Jahr 1936 nach dem Tod seines Onkels Carl übernahm Lehndorff mit Schloss Steinort eines der größten Güter Ostpreußens. Das Rittergut beim Dorf Steinort, polnisch Sztynort, liegt auf der Großen Masurischen Seenplatte im Osten Polens, auf der Hälfte eines 130 Kilometer langen Wasserwegs am Mauersee (Kreis Angerburg). Er kümmerte sich intensiv um den Großgrundsbetrieb und ließ das vernachlässigte Schloss mit Hilfe von Berliner Restauratoren grundhaft sanieren. Am 24. Februar 1937 heiratete er in Graditz Gottliebe Gräfin von Kalnein (1913–1993), die kirchliche Trauung vollzog Martin Niemöller.
Beide teilten sich das Schloss ab 1941 mit dem Reichsaußenminister von Ribbentrop, der in einem Flügel residierte. Hitlers Führerhauptquartier Wolfsschanze lag 25 km südwestlich.
Lehndorff und seine Schwester Sissi waren mit ihrer Cousine Marion Gräfin Dönhoff eng befreundet. Eine weitere Cousine der Geschwister Lehndorff war Alexandra von Alvensleben (genannt Lexi), eine Tochter des Politikers und Persönlichkeit des konservativen Milieus, Werner von Alvensleben, die mit dem Widerstandskämpfer Wilhelm Roloff verheiratet war. Roloff sanierte den bremischen Großbetrieb Nordsee Deutsche Hochseefischerei AG und führte ihn, gegen Bestrebungen der NS-Politik, in den britischen Unilever-Konzern. Inspiriert durch Alvensleben entstand auf dem Fichtenhof in Bremen-Schönebeck, dem Domizil des Generaldirektors der »Nordsee« Roloff und seiner Ehefrau Lexi, ein Gesprächskreis NS-kritischer Persönlichkeiten: unter anderem mit Kurt von Hammerstein-Equord, Staatssekretär Erwin Planck und Nikolaus Christoph von Halem. Später erweiterte sich dieser Kreis um Hans von Dohnanyi, Hans Bernd Gisevius, Eduard Waetjen, Fabian von Schlabrendorff, Hans Oster, Otto Hübener, Ludwig Beck und Carl Friedrich Goerdeler.
Lehndorff ließ einen Teil seines kostbaren Besitzes, Silber, Porzellan, Gold und einen großen Gobelin, aus Ostpreußen am Ende des Zweiten Weltkrieges auf der Burg Kriebstein, in der Nähe der Stadt Waldheim in Sachsen, in einem Schornstein der Burg verstecken. 1986 wurde der Schatz von Kriebstein durch den Museumsleiter der Burg entdeckt.

### Widerstand gegen das NS-Regime
Während des deutschen Angriffs auf die Sowjetunion im Zweiten Weltkrieg war Lehndorff Ordonnanzoffizier bei der Heeresgruppe Mitte, unter anderem von Generalfeldmarschall Fedor von Bock. Ein Massaker an 7000 Juden in Baryssau im Oktober 1941 wurde für ihn zum entscheidenden Grund, sich dem militärischen Widerstand gegen das NS-Regime anzuschließen. Als Oberleutnant der Reserve war Lehndorff Verbindungsoffizier des „Unternehmens Walküre“ zum Wehrkreis I in Königsberg. Er hatte Urlaub von der Wehrmacht zur Führung seines sehr großen Gutsbetriebes. Sein Schloss Steinort besuchten Henning von Tresckow, Fabian von Schlabrendorff und Helmuth James Graf von Moltke. Konspirative Gespräche wurden bei Kutschfahrten oder im Park hinter dem Schloss geführt. Einen Tag nach dem gescheiterten Attentat auf Hitler vom 20. Juli 1944 in dem nahen Führerhauptquartier „Wolfsschanze“ wurde Lehndorff verhaftet. Zweimal hat er fliehen können, in Steinort und in Berlin.
Seine Töchter Gabriele Pauline Agnes (20 Monate), Vera Gottliebe Anna (5 Jahre) und Maria-Eleonore (6 Jahre) internierten die Nationalsozialisten vom 26. August 1944 bis Dezember 1944 im Kinderheim im Borntal in Bad Sachsa.
Lehndorff wurde am 3. September 1944 durch den Volksgerichtshof zum Tod verurteilt und am darauf folgenden Tag erhängt. An ihn und weitere Opfer des Nationalsozialismus erinnert die Gedenkstätte Plötzensee.

## Gedenken
Am 22. Juni 2009 wurde zum 100. Geburtstag von Lehndorff am Schloss Steinort in Masuren ein Gedenkstein eingeweiht.

## Nachkommen
Lehndorff hinterließ seine Ehefrau Gottliebe, die ein Internierungslager überlebte, und vier Töchter:
- Maria-Eleonore „Nona“ führte ein exklusives Einrichtungsgeschäft auf Mallorca,[8] war von 1957 bis 1974 mit Jan von Haeften verheiratet, einem Sohn des Widerstandskämpfers Hans Bernd von Haeften. Sie starb am 19. September 2018.
- Vera Gottliebe Anna wurde und ist als Fotomodell und Schauspielerin Veruschka von Lehndorff bekannt.
- Gabriele Pauline Agnes heiratete 1968 Armin Edler Herr und Freiherr von Plotho, arbeitete auch als Homöopathin.
- Catharina war mit Hendrik Kappelhoff-Wulff verheiratet, sie ist Gürteldesignerin und lebt im Stadtteil Harvestehude in Hamburg.

Die jüngste Tochter wurde wie ihre Mutter in Sippenhaft genommen. Die drei älteren Kinder wurden in das Kinderheim im Borntal in Bad Sachsa eingewiesen. Von dort gelangten sie auf Intervention von Heinrich von Lehndorffs Cousine Marion Gräfin Dönhoff (deren Großmutter und Schwägerin aus der Familie von Lehndorff stammten) nach dem Krieg wieder in die Obhut ihrer Familie.
Lehndorffs Frau Gottliebe erbte und verkaufte später Gut Conow von ihrer Mutter. In den späten 1960er Jahren kaufte sie mit den Mitteln
des Lastenausgleichs eine Hofanlage, den Alten Pfarrhof in Peterskirchen, nahe Wasserburg am Inn in Bayern, wo sie mit dem Aktionskünstler und Philosophen Fritz Schranz zusammenlebte und Kurse für Kunst und Philosophie in der „Künstlerkolonie Peterskirchen“ veranstaltete.
Ein Vetter von Heinrich von Lehndorff war Hans Graf von Lehndorff, der Autor des „Ostpreußischen Tagebuchs“ (1945–1947).